# Benedictus Ducis
Benedictus Ducis (1480 – 1552) è stato un organista e compositore fiammingo.
Fu organista nella cattedrale di Anversa e compositore di un'ottima Elegia funebre in onore di Erasmo da Rotterdam e di molte altre opere sacre.